# Aleš Gorza
Aleš Gorza (ur. 20 lipca 1980 w Črnej na Koroškem) – słoweński narciarz alpejski.

## Kariera
Po raz pierwszy na arenie międzynarodowej pojawił się 2 grudnia 1995 roku w Annaberg, gdzie w zawodach CIT zajął 43. miejsce w slalomie. W 1998 roku wystartował na mistrzostwach świata juniorów w Megève, gdzie zajął między innymi 23. miejsce w supergigancie. Jeszcze dwukrotnie startował na imprezach tego cyklu, w tym zajmując 22. miejsce w zjeździe podczas mistrzostw świata juniorów w Quebecu w 2000 roku.
W zawodach Pucharu Świata zadebiutował 21 grudnia 2001 roku w Kranjskiej Gorze, gdzie nie zakwalifikował się do drugiego przejazdu w gigancie. Pierwsze punkty wywalczył 16 grudnia 2002 roku w Sestriere, zajmując 18. miejsce w slalomie KO. Na podium zawodów tego cyklu pierwszy raz stanął 21 lutego 2008 roku w Whistler, kończąc rywalizację w supergigancie na trzeciej pozycji. W zawodach tych wyprzedzili go jedynie dwaj Austriacy: Christoph Gruber i Hannes Reichelt. Jeszcze jeden raz znalazł się w czołowej trójce zawodów PŚ: 13 marca 2008 roku w Bormio, gdzie ponownie był trzeci w supergigancie. W sezonie 2007/2008 zajął 31. miejsce w klasyfikacji generalnej.
Wystartował na igrzyskach olimpijskich w Turynie w 2006 roku, zajmując 15. miejsce w kombinacji i 33. miejsce w supergigancie. Na rozgrywanych cztery lata później igrzyskach w Vancouver był dziesiąty w zjeździe i jedenasty w supergigancie. Był też między innymi czwarty w gigancie na mistrzostwach świata w Sankt Moritz w 2003 roku. W walce o podium lepszy o 0,35 sekundy okazał się Erik Schlopy z USA.
W 2013 roku zakończył karierę.

## Osiągnięcia

### Igrzyska olimpijskie
| Miejsce | Dzień     | Rok  | Miejscowość | Konkurencja | Czas biegu | Strata | Zwycięzca           |
| ------- | --------- | ---- | ----------- | ----------- | ---------- | ------ | ------------------- |
| 15.     | 14 lutego | 2006 | Turyn       | Kombinacja  | 3:09,35    | +3,56  | Ted Ligety          |
| 33.     | 16 lutego | 2006 | Turyn       | Supergigant | 1:30,65    | +3,12  | Kjetil André Aamodt |
| DNF1    | 20 lutego | 2006 | Turyn       | Gigant      | 2:35,00    | -      | Benjamin Raich      |
| DNF1    | 25 lutego | 2006 | Turyn       | Slalom      | 1:43,14    | -      | Benjamin Raich      |
| 11.     | 19 lutego | 2010 | Vancouver   | Supergigant | 1:30,34    | +0,73  | Aksel Lund Svindal  |
| 10.     | 23 lutego | 2010 | Vancouver   | Gigant      | 2:37,83    | +1,38  | Carlo Janka         |

### Mistrzostwa świata
| Miejsce | Dzień       | Rok  | Miejscowość  | Konkurencja     | Czas biegu | Strata | Zwycięzca           |
| ------- | ----------- | ---- | ------------ | --------------- | ---------- | ------ | ------------------- |
| 12.     | 6 lutego    | 2003 | Sankt Moritz | Kombinacja      | 3:18,41    | +3,33  | Bode Miller         |
| 4.      | 12 lutego   | 2003 | Sankt Moritz | Gigant          | 2:45,93    | +0,39  | Bode Miller         |
| 24.     | 29 stycznia | 2005 | Bormio       | Supergigant     | 1:27,55    | +2,63  | Bode Miller         |
| DSQ     | 3 lutego    | 2005 | Bormio       | Kombinacja      | 3:19,10    | -      | Benjamin Raich      |
| 18.     | 9 lutego    | 2005 | Bormio       | Gigant          | 2:50,41    | +3,71  | Hermann Maier       |
| 19.     | 6 lutego    | 2007 | Åre          | Supergigant     | 1:14,30    | +1,16  | Patrick Staudacher  |
| DNF     | 8 lutego    | 2007 | Åre          | Superkombinacja | 2:28,99    | -      | Daniel Albrecht     |
| 39.     | 11 lutego   | 2007 | Åre          | Zjazd           | 1:44,68    | +4,16  | Aksel Lund Svindal  |
| DNF1    | 14 lutego   | 2007 | Åre          | Gigant          | 2:19,64    | -      | Aksel Lund Svindal  |
| DNF1    | 17 lutego   | 2007 | Åre          | Slalom          | 1:57,33    | -      | Mario Matt          |
| 16.     | 4 lutego    | 2009 | Val d’Isère  | Supergigant     | 1:19,41    | +2,58  | Didier Cuche        |
| DNF2    | 9 lutego    | 2009 | Val d’Isère  | Superkombinacja | 2:23,00    | -      | Aksel Lund Svindal  |
| 23.     | 13 lutego   | 2009 | Val d’Isère  | Gigant          | 2:18,82    | +4,20  | Carlo Janka         |
| 22.     | 9 lutego    | 2011 | Ga-Pa        | Supergigant     | 1:38,31    | +4,14  | Christof Innerhofer |

### Mistrzostwa świata juniorów
| Miejsce | Dzień     | Rok  | Miejscowość | Konkurencja | Czas biegu | Strata | Zwycięzca             |
| ------- | --------- | ---- | ----------- | ----------- | ---------- | ------ | --------------------- |
| 38.     | 26 lutego | 1998 | Megève      | Zjazd       | 1:20,39    | +2,41  | Andreas Buder         |
| 23.     | 27 lutego | 1998 | Megève      | Supergigant | 1:27,52    | +2,80  | Freddy Rech           |
| 39.     | 10 marca  | 1999 | Pra Loup    | Zjazd       | 1:08,50    | +2,08  | Klaus Kröll           |
| 35.     | 13 marca  | 1999 | Pra Loup    | Gigant      | 1:48,10    | +5,32  | Christoph Alster      |
| DNF1    | 14 marca  | 1999 | Pra Loup    | Slalom      | 1:34,96    | -      | Massimiliano Blardone |
| 22.     | 21 lutego | 2000 | Québec      | Zjazd       | 1:10,77    | +1,98  | Thomas Graggaber      |
| DNF     | 22 lutego | 2000 | Québec      | Supergigant | 1:15,69    | -      | Klaus Kröll           |
| DNF2    | 25 lutego | 2000 | Québec      | Slalom      | 1:52,95    | -      | Daniel Défago         |
| DNF2    | 26 lutego | 2000 | Québec      | Gigant      | 1:52,09    | -      | Georg Streitberger    |

### Puchar Świata

#### Miejsca w klasyfikacji generalnej
- sezon 2002/2003: 102.
- sezon 2003/2004: 116.
- sezon 2004/2005: 64.
- sezon 2005/2006: 70.
- sezon 2006/2007: 60.
- sezon 2007/2008: 31.
- sezon 2008/2009: 63.
- sezon 2009/2010: 70.
- sezon 2010/2011: 139.

#### Miejsca na podium w zawodach
1. Whistler – 21 lutego 2008 (supergigant) – 3. miejsce
2. Bormio – 13 marca 2008 (supergigant) – 3. miejsce